# Dusona caudator
Dusona caudator är en stekelart som beskrevs av Hinz 1985. Dusona caudator ingår i släktet Dusona och familjen brokparasitsteklar. Inga underarter finns listade i Catalogue of Life.